# Królestwo Rwandy
Królestwo Rwandy (fr. Royaume du Rwanda, ang. Kingdom of Rwanda) – historyczne królestwo na terenach obecnej Republiki Rwandy powstałe na przełomie XV/XVI wieku. Od 1894 roku stanowiło terytorium zależne Niemiec, następnie Belgii. Królestwo istniało do stycznia 1961 roku, kiedy to po przeprowadzonym referendum zostało ogłoszone republiką, która rok później stała się niepodległym państwem. Większość mieszkańców stanowił rolniczy lud Hutu, natomiast z ludu Tutsi wywodziła się tamtejsza arystokracja (w tym rządząca dynastia).
Pierwszymi mieszkańcami terytorium królestwa byli najprawdopodobniej Pigmeje Twa. Od I wieku n.e. na te tereny zaczęli napływać osadnicy Hutu, a od XIV–XV w. pasterze z ludu Tutsi.

## Historia
Najprawdopodobniej tereny królestwa były zaludniane pierwotnie przez pigmejską grupę etniczną ludu Twa (zamieszkującą również okoliczne tereny stanowiące dzisiaj obszary Burundi, Demokratycznej Republiki Konga i Ugandy), lud ten zajmował się głównie garncarstwem. Od I wieku n.e. na tym terytorium zaczęli się również pojawiać osadnicy ludu Hutu (według innych źródeł między V a XI wiekiem), a od około XIV wieku zaczęła z północy napływać ludność Tutsi.

### Władcy ludu Tutsi
Według legend, pierwszym królem ludu Tutsi był Kigwa, który miał być zesłany z nieba. Kigwa, by ustanowić swój boski autorytet, miał ustanowić abiru – sąd złożony z muzyków i rytualistów, który to miał się stać pierwszą religijno-polityczną instytucją na wczesnych terenach Rwandy. Natomiast zgodnie z tradycją, pierwszym twórcą imperium miał być Gihangi (którego pojawienie się miało być równoznaczne z pojawieniem się cywilizacji). Miał on być postacią biegłą w: polityce, religii oraz technologii. Według historyka Jana Vasiny zarówno postać Kigwy, jak i Gihangi jest dyskusyjna, z racji ich legendarności, a także braku bezpośrednich dowodów historycznych.

### Początki królestwa
Zgodnie z tradycją, na przełomie XV i XVI wieku, przywódca Tutsi Ruganzu I Bwimba założył królestwo w regionie Bwanacambwe (niedaleko dzisiejszej Kigali). XVI wiek jest również uznawany za schyłek migracji ludu Tutsi na tych terenach.

### Rozwój państwa
W XVI wieku w skład państwa włączono tereny stanowiące dziś Rwandę Środkową. W XVII wieku, mwami Ruganzu II Ndori podporządkował sobie odleglejsze tereny, na których znajdowali się osadnicy z ludu Hutu.

### Schyłek królestwa
W 1894 roku rząd niemiecki włączył Rwandę w skład Niemieckiej Afryki Wschodniej. Po I wojnie światowej, w myśl traktatu wersalskiego, wraz z Burundi królestwo zostało włączone w skład Ruandy-Urundi – terytorium mandatowego Belgii. W 1946 roku Ruanda-Urundi stała się terytorium powierniczym ONZ, a w 1959 roku Rwanda i Burundi otrzymały autonomię wewnętrzną.
W 1959 roku rozpoczęła się rewolucja ludu Hutu, przeciwko arystokracji Tutsi. W styczniu 1961 roku doprowadzono do zamachu stanu, a ostatniego mwami Rwandy, Kigeliego V, zmuszono do opuszczenia kraju.

## Gospodarka
Od 1916 roku walutą obowiązującą w kraju był frank rwandyjski (RWF).

## Geografia
Pod koniec istnienia królestwa (w 1961 roku) powierzchnia kraju wynosiła 26 340 km².

## Demografia
Pod koniec 1961 roku Rwandę zamieszkiwało 2 998 325 osób – ze wzrostem o 62 743 osób względem poprzedniego roku, tym samym uplasowała się na 36 miejscu pod względem ludności na świecie. Gęstość zaludnienia wyniosła 114 osób/km², udział kobiet w społeczeństwie wyniósł 50,89% ogółu.
| Rok  | Populacja     | Gęstość zaludnienia | Powierzchnia państwa |
| ---- | ------------- | ------------------- | -------------------- |
| 1950 | 2.19 milionów | 83 osoby/km²        | 26 340 km²           |
| 1951 | 2.25 milionów | 85,46 osób/km²      | 26 340 km²           |
| 1952 | 2.31 milionów | 87,86 osób/km²      | 26 340 km²           |
| 1953 | 2.38 milionów | 90,35 osób/km²      | 26 340 km²           |
| 1954 | 2.45 milionów | 93,03 osoby/km²     | 26 340 km²           |
| 1955 | 2.53 milionów | 95,95 osób/km²      | 26 340 km²           |
| 1956 | 2.61 milionów | 99,08 osób/km²      | 26 340 km²           |
| 1957 | 2.70 milionów | 102,35 osoby/km²    | 26 340 km²           |
| 1958 | 2.78 milionów | 105,60 osób/km²     | 26 340 km²           |
| 1959 | 2.86 milionów | 108,69 osób/km²     | 26 340 km²           |
| 1960 | 2.94 milionów | 111,45 osób/km²     | 26 340 km²           |
| 1961 | 3.00 milionów | 113,83 osób/km²     | 26 340 km²           |